# Wellington da Silva de Souza
Wellington da Silva de Souza (sinh ngày 27 tháng 5 năm 1987) là một cầu thủ bóng đá người Brasil.

## Sự nghiệp câu lạc bộ
Wellington da Silva de Souza đã từng chơi cho Tokushima Vortis.

## Thống kê câu lạc bộ

### J.League
| Đội              | Năm       | J.League | J.League | J.League Cup | J.League Cup | Tổng cộng | Tổng cộng |
| Đội              | Năm       | Trận     | Bàn      | Trận         | Bàn          | Trận      | Bàn       |
| ---------------- | --------- | -------- | -------- | ------------ | ------------ | --------- | --------- |
| Tokushima Vortis | 2008      | 17       | 2        | -            | -            | 17        | 2         |
| Tổng cộng        | Tổng cộng | 17       | 2        | 0            | 0            | 17        | 2         |